# Удружење Лесковчана у Београду
Удружење Лесковчана у Београду основано је 1933. године са циљем да помаже интелектуални, материјални, морални и социјални развитак својих чланова, да се одржавају везе са завичајем и негују његове културне и историјске вредности и помажу иницијативе и акције на унапређењу привреде града.
Прву управу удружења чинили су председник Благоје Ст. Стојановић, судија трговачког суда; потпредседник Душан Ђорђевић, грађевинар; благајник Аца Илић, књижар и секретар Милан Бабамилкић, чиновник Народне скупштине. Поред управе, оно је добило и своје прве чланове. Били су то Харалампије Цветковић, свештеник; Љуба Алескић, професор; Петар Станковић, инжењер;  Васа Станковић, трговац; Хранислав Ковачевић, шеф правног одсека Министарства грађевине; Душан Тасић, апотекар; Ђорђе С. Тасић, чиновник Министарства саобраћаја и Михаило Блажић, адвокат.
Између два светска рата удружење је имало разноврсне облике деловања: предавања, састанци, приредбе, забаве, сусрети и др. Чувене забаве организоване су у сали ресторана „Централ”.